# Bensékou
Bensékou est l'un des trois villages de l'arrondissement du même nom situé dans la commune de Kandi dans le département de l'Alibori au Bénin.

## Climat
Bensékou est dotée d'un climat de savane, de type Aw selon la classification de Köppen, avec une température moyenne de 27,8 °C et des précipitations annuelles d'environ 904,9 mm.

## Population
Lors du recensement de 2013 (RGPH-4), la localité comptait 4 196 habitants, l'arrondissement de Bensékou 6 371.